# ساوینوو
ساوینوو (به لاتین: Savinovo) یک منطقهٔ مسکونی در روسیه است که در سرزمین آلتای واقع شده‌است.